# Infinite Resonance 2
『infinite Resonance 2』（インフィニット・レゾナンス ツー）は、日本の音楽ユニット・fripSideが2023年11月8日にNBCユニバーサル・エンターテイメントジャパンから発売した第3期2枚目(通算14枚目)のオリジナルアルバムである。

## 内容
オリジナルアルバムとしては第3期fripSideの1stアルバム『infinite Resonance』から約1年ぶりのアルバム。

初回限定盤と通常盤の2形態で発売され、初回限定盤にはリード曲「Invisible Wings」のミュージック・ビデオとメイキング映像、今作のスポットCM映像、さらに2023年1月8日に開催した「fripSide phase3 concert tour -the Dawn of Resonance- “TOKYO SPECIAL” supported by animelo mix」の公演の模様を収録したBlu-rayが同梱されている。

## 収録曲
1. Invisible Wings [5:36]
作詞・作曲：八木沼悟志
編曲：八木沼悟志・齋藤真也
今作のリード曲。
2. Red Liberation [4:04]
作詞・作曲：八木沼悟志
編曲：八木沼悟志・齋藤真也
3. final phase -version2023- [4:01]
作詞・作曲：八木沼悟志
編曲：八木沼悟志・齋藤真也
第2期ベストアルバム『the very best of fripSide 2009-2020』及び第2期16thシングル『final phase』収録曲のセルフカバー。
4. Freezing rain [5:45]
作詞・作曲：八木沼悟志
編曲：八木沼悟志・齋藤真也
5. save me again -version2023- [4:50]
作詞：nao
作曲：八木沼悟志
編曲：八木沼悟志・齋藤真也
第1期2ndアルバム『2nd fragment of fripSide』収録曲のセルフカバー。
アルバム収録に先駆けてAstell＆KernとのコラボポータブルUSB-DAC『AK HC2 fripSide Edition』の購入特典としてネイティブハイレゾ音源(384kHz/32bit)が配信されていた。
6. The Light of Darkness [4:04]
作詞・作曲：八木沼悟志
編曲：八木沼悟志、齋藤真也
7. black bullet -version2023- [4:24]
作詞・作曲：八木沼悟志
編曲：八木沼悟志・齋藤真也
第2期3rdアルバム『infinite synthesis 2』及び第2期8thシングル『black bullet』収録曲のセルフカバー。
8. Two souls -toward the truth- -version2023- [5:07]
作詞・作曲：八木沼悟志
編曲：八木沼悟志・齋藤真也
第2期4thアルバム『infinite synthesis 3』及び第2期10thシングル『Two souls -toward the truth-』収録曲のセルフカバー。
9. Trust in my soul [4:20]
作詞：八木沼悟志
作曲・編曲：八木沼悟志・川崎海
ボーカル：阿部寿世
阿部寿世ソロ曲。
10. dual existence -version2023- [4:25]
作詞・作曲：八木沼悟志
編曲：八木沼悟志・齋藤真也
第2期ベストアルバム『the very best of fripSide 2009-2020』及び第2期17thシングル『dual existence』収録曲のセルフカバー。
11. Distance to starry sky [5:28]
作詞・作曲：八木沼悟志
編曲：八木沼悟志・齋藤真也
ボーカル：上杉真央
上杉真央ソロ曲。
12. Newage [3:43]
作詞：八木沼悟志
作曲・編曲：齋藤真也
13. You [4:19]
作詞・作曲・編曲：八木沼悟志

## 参加ミュージシャン

### CD
fripSide
- 阿部寿世：Vocal
- 上杉真央：Vocal
- 八木沼悟志：Keyboard、Synthesizer、Chorus

Additional Musician
- a2c：Guitar
- 城石真臣：Guitar
- 齋藤真也：keyboards＆programming＆director

## タイアップ
セルフカバーは原曲のものを記載。
- TVアニメ『ひきこまり吸血姫の悶々』オープニングテーマ (#2)
- TVアニメ『とある科学の超電磁砲T』前期オープニングテーマ (#3)
- DMM GAMES ブラウザ/Android/iOSゲーム『ティンクルスターナイツ』オープニングテーマ (#6)
- TVアニメ『ブラック・ブレット』オープニングテーマ (#7)
- TVアニメ『終わりのセラフ 名古屋決戦編』オープニングテーマ (#8)
- TVアニメ『とある科学の超電磁砲T』後期オープニングテーマ (#10)